# Hamra (Zweden)
Hamra is een plaats in de gemeente Ljusdal in het landschap Hälsingland en de provincie Gävleborgs län in Zweden. De plaats heeft 114 inwoners (2005) en een oppervlakte van 100 hectare. De plaats ligt in het bos. De plaats ligt aan het meer Hemsjön en er bevindt zich in Hamra een gebied om te zwemmen/recreëren.

## Verkeer en vervoer
Bij de plaats loopt de Länsväg 310.
Abisko · Ängsö · Åsnen · Björnlandet · Blå Jungfrun · Dalby Söderskog · Djurö · Färnebofjärden · Fulufjället · Garphyttan · Gotska Sandön · Hamra · Haparanda Skärgård · Kosterhavet · Muddus/Muttos · Norra Kvill · Padjelanta/Badjelánnda · Pieljekaise · Sånfjället · Sarek · Skuleskogen · Söderåsen · Stenshuvud · Stora Sjöfallet/Stuor Muorkke · Store Mosse · Tiveden · Töfsingdalen · Tresticklan · Tyresta · Vadvetjåkka